# Сали Чекај
Сали Чекај (алб. Sali Çekaj; Бролић, 22. јун 1956 — Кошаре, 19. април 1999) био је албански командант Оружаних снага Републике Косово (ФАРК) и Ослободилачке војске Косова (ОВК). Убијен је 19. априла 1999. године у бици на Кошарама, током борби са југословенским снагама. Био је први командант две војне групе које су извеле војне вежбе између 1990. и 1991. године у Народној Социјалистичкој Републици Албанији. Део тих група били су такође Адем Јашари и Захир Пајазити. Од 1991. организовао је терористичке нападе на српске полицијске станице у многим метохијским селима. Био је и један од главних команданата битке на Кошарама. Учествовао је у бици код Лођи, као и неколико других у током рата на Косову и Метохији.
Био је вођа региона Метохија, а са Адемом Јашаријем као вођом региона Дренице и Захиром Пајазитијем, вођом региона Лабског поља, сарађивао је у терористичким нападима на српске полицијске станице од 1992. године. Због својих терористичких активности имао је потешкоћа да остане на Косову и Метохији и био је прогањан од стране српске полиције. Добио је надимак Ветеран (алб. Veterani).